# Żeglarstwo na Letnich Igrzyskach Olimpijskich 2012
Żeglarstwo na Letnich Igrzyskach Olimpijskich 2012 rozgrywane było w dniach od 29 lipca do 11 sierpnia 2012 w Weymouth i Portland.

## Wyniki

### Mężczyźni
| Konkurencja:                  | Złoto:                                     | Srebro:                                         | Brąz:                                          |
| 470 (szczegóły)               | Australia · Mathew Belcher, Malcolm Page   | Wielka Brytania · Luke Patience, Stuart Bithell | Argentyna · Lucas Calabrese, Juan de la Fuente |
| 49er (szczegóły)              | Australia · Nathan Outteridge, Iain Jensen | Nowa Zelandia · Peter Burling, Blair Tuke       | Dania · Allan Norregaard, Peter Lang           |
| Finn (szczegóły)              | Ben Ainslie                                | Jonas Høgh-Christensen                          | Jonathan Lobert                                |
| Laser (szczegóły)             | Tom Slingsby                               | Pawlos Kondidis                                 | Rasmus Myrgren                                 |
| Star (szczegóły)              | Szwecja · Fredrik Lööf, Max Salminen       | Wielka Brytania · Iain Percy, Andrew Simpson    | Brazylia · Robert Scheidt, Bruno Prada         |
| Windsurfing: RS:X (szczegóły) | Dorian van Rijsselberghe                   | Nick Dempsey                                    | Przemysław Miarczyński                         |

### Kobiety
| Konkurencja:                  | Złoto:                                                     | Srebro:                                               | Brąz:                                                    |
| 470 (szczegóły)               | Nowa Zelandia · Jo Aleh, Olivia Powrie                     | Wielka Brytania · Hannah Mills, Saskia Clark          | Holandia · Lisa Westerhof, Lobke Berkhout                |
| Elliott 6m (szczegóły)        | Hiszpania · Támara Echegoyen, Ángela Pumariega, Sofía Toro | Australia · Olivia Price, Nina Curtis, Lucinda Whitty | Finlandia · Silja Lehtinen, Silja Kanerva, Mikaela Wulff |
| Laser Radial (szczegóły)      | Xu Lijia                                                   | Marit Bouwmeester                                     | Evi Van Acker                                            |
| Windsurfing: RS:X (szczegóły) | Marina Alabau                                              | Tuuli Petäjä                                          | Zofia Noceti-Klepacka                                    |

## Tabela medalowa
| Miejsce | Państwo         | Złoto | Srebro | Brąz | Razem |
| ------- | --------------- | ----- | ------ | ---- | ----- |
| 1       | Australia       | 3     | 1      | 0    | 4     |
| 2       | Hiszpania       | 2     | 0      | 0    | 2     |
| 3       | Wielka Brytania | 1     | 4      | 0    | 5     |
| 4       | Holandia        | 1     | 1      | 1    | 3     |
| 5       | Nowa Zelandia   | 1     | 1      | 0    | 2     |
| 6       | Szwecja         | 1     | 0      | 1    | 2     |
| 7       | Chiny           | 1     | 0      | 0    | 1     |
| 8       | Dania           | 0     | 1      | 1    | 2     |
| 8       | Finlandia       | 0     | 1      | 1    | 2     |
| 10      | Cypr            | 0     | 1      | 0    | 1     |
| 11      | Polska          | 0     | 0      | 2    | 2     |
| 12      | Argentyna       | 0     | 0      | 1    | 1     |
| 12      | Belgia          | 0     | 0      | 1    | 1     |
| 12      | Brazylia        | 0     | 0      | 1    | 1     |
| 12      | Francja         | 0     | 0      | 1    | 1     |
|         | Razem           | 10    | 10     | 10   | 30    |